# صاصل مبقع
صاصل مبقع (الاسم العلمي:Ornithogalum maculatum) هو نوع نباتي يتبع جنس الصاصل من فصيلة الهليونية.